# Вулиця Природна (Львів)
Вулиця Природна у Львові — вулиця у Франківському районі міста Львова, у місцевості Вулька. Сполучає вулиці Моршинську та Генерала Чупринки, а також виходить до території студентського містечка Національного лісотехнічного університету України.

## Назва
Вулиця прокладена у 1920-х роках. Тоді вона доходила до ставка, що був на місці нинішнього стадіону Національного лісотехнічного університету України та від 1930 року мала назву Бартусувни, на честь польської поетеси, прозаїка та драматурга Марії Мирослави Бартусувни (1854—1885), під час німецької окупації — Баєрнвеґ, на згадку про землю Баварія, що розташована у південно-східній частині Німеччини. З приходом радянської влади у липні 1944 року вулиці була повернена її передвоєнна назва, але вже уточнена на російський лад — Бартосівни і вже наступного, 1945 року вулиця отримала сучасну назву — вулиця Природна. 

## Забудова
У забудові вулиці Природної переважає конструктивізм: польський 1930-х та радянський 1960-х років, а також сучасна багатоповерхова забудова 2000-х років. Декілька будинків внесені до реєстру пам'яток архітектури місцевого значення.

### Будинки
№ 1, 3 — панельні п'ятиповерхівки збудовані наприкінці 1960-х років у стилі радянського конструктивізму. Перший поверх будинку № 1 від радянських часів займає магазин «Продукти», за часів незалежності поряд відкрився кафе-бар «Мішель».
№ 4, 6 — триповерхові житлові будинки збудовані у стилі польського функціоналізму 1930-х років. Будинки внесені до реєстру пам'яток архітектури місцевого значення під охоронними № 2191-м та № 2192-м відповідно.
№ 5 — двоповерховий індивідуальний житловий будинок, збудований у стилі польського функціоналізму 1930-х роках. У 2000-х роках проведена реконструкція будинку. 
№ 5б — п'ятиповерховий житловий будинок, збудований 2001 року будівельною корпорацією «Карпатбуд».
№ 8, 10 — будівлі гуртожитків № 3 та № 4 Національного лісотехнічного університету України. П'ятиповерхова будівля збудована у 1960-х роках, а дев'ятиповерхова — у 1970-х роках.
За будівлями гуртожитків № 3 та № 4 розташований колишній город монастиря Василіянок — Ботанічний сад Національного лісотехнічного університету України — з двоповерховим сецесійним будинком початку XX століття.
№ 8а — дерев'яний студентський храм Рівноапостольного князя Володимира збудований у 2011 році в пам'ять про головного архітектора міста Львова Володимира Швеця та для потреб студентської молоді Національного лісотехнічного університету України. 28 липня 2011 року храм був освячений Високопреосвященнішим Архієпископом Львівським Кир Ігорем. Настоятелем храму був призначений капелан Національного лісотехнічного університету України о. Богдан Кулик. Храмовий празник святкується у день Рівноапостольного Володимира Великого, князя Київського — 28 липня. При храмі діє релігієзнавчий гурток. Кожного вівторка і середи відбуваються богословські зустрічі зі студентами. Кожної п'ятниці відбувається молитовна зустріч спільноти «Матері в молитві», де в особливий спосіб моляться за мир в Україні. 
10 серпня 2012 року Міністерство регіонального розвитку, будівництва та житлово-комунального господарства України нагородило храм Дипломом II ступеня, як переможця конкурсу на кращі будинки і споруди, збудовані та прийняті в експлуатацію на території України у 2011 році у номінації «Культові споруди».
Наприкінці квітня 2014 року невідомим була здійснена спроба підпалу храму. Полум'я вдалося загасити. Обгоріла тоді лише зовнішня стіна святині.
№ 17 — вілла «Під Орлом» з невеликою пірамідальною вежею з правого боку, її фасад закінчений необароковим фронтоном зі скульптурою орла, збудована 1925 року. Будинок внесений до реєстру пам'яток архітектури місцевого значення під охоронним № 2193-м.
№ 19 — чотириповерхова будівля навчального корпусу № 6 Національного лісотехнічного університету України, де розташована кафедра лісопромислового виробництва та лісових доріг вишу. За цією адресою також розташовані автопарк із приміщенням майстерні та стадіон вишу.